# Francisco Chaves
Brasileiro, właśc. Francisco Chaves (ur. ?, zm. ?) – piłkarz brazylijski grający na pozycji napastnika.

## Kariera klubowa
Brasileiro występował w Minas Gerais FC.

## Kariera reprezentacyjna
W reprezentacji Brazylii Brasileiro zadebiutował 22 października 1922 w towarzyskim meczu z Argentyną w São Paulo. Brazylia wygrała ten mecz 2-1 i zdobyła Copa Julio Roca 1922. Był to jego jedyny występ w barwach Canarinhos.